# Tine Grengs
Christine Grengs (* 10. Oktober 1974 als Christine Tretner) ist eine ehemalige deutsche Triathletin und Abenteuersportlerin.

## Werdegang
Tine Grengs wurde im Jahr 2000 Dritte der Mountainbike-Amateur-Weltmeisterschaft auf der Marathon-Langstrecke. Im darauf folgenden Jahr wurde sie jeweils Amateur-Vize-Weltmeisterin auf der Kurzdistanz und im Cross-Country.
Seit 2002 ist sie als Triathletin aktiv und gewann im folgenden Jahr den Inferno Triathlon in der Schweiz und einen Kurz-Triathlon in Erlangen.
In der Saison 2006 gewann sie die Internationale Österreichische Duathlon-Meisterschaft auf der Langdistanz. Bei der Raid-Weltmeisterschaft in Kanada startete sie mit dem Adventure Racing Team Adidas Natventure, in dem auch ihr damaliger Lebensgefährte Marc Pschebizin vertreten war, und belegte den vierten Platz. Im August 2006 gewann sie zum zweiten Mal nach 2003 den Inferno Triathlon.
Seit 2007 startet sie nach ihrer Hochzeit als Christine Grengs und sie qualifizierte sich beim Ironman France in Nizza mit dem dritten Platz bei den Profis für die Weltmeisterschaft im Oktober auf Hawaii. Im Sommer gewann sie zum dritten Mal den Inferno Triathlon in der Schweiz. Beim Ironman Hawaii belegte sie den 29. Rang.

## Sportliche Erfolge
| Datum/Jahr    | Rang | Wettbewerb     | Austragungsort | Zeit | Bemerkung |
| ------------- | ---- | -------------- | -------------- | ---- | --------- |
| 13. Okt. 2007 | 29   | Ironman Hawaii | Hawaii         |      |           |
| 24. Juni 2007 | 3    | Ironman France | Nizza          |      |           |

| Datum/Jahr | Rang | Wettbewerb        | Austragungsort  | Zeit       | Bemerkung                                                |
| ---------- | ---- | ----------------- | --------------- | ---------- | -------------------------------------------------------- |
| 2007       | 1    | Inferno Triathlon | Berner Oberland | 10:12:32,1 | dritter Sieg für Tine Grengs – mit persönlicher Bestzeit |
| Aug. 2006  | 1    | Inferno Triathlon | Berner Oberland | 10:24:14,8 |                                                          |
| 2005       | 2    | Inferno Triathlon | Berner Oberland | 10:53.04,2 |                                                          |
| 2003       | 1    | Inferno Triathlon | Berner Oberland | 11:14.32,8 |                                                          |

| Datum/Jahr  | Rang | Wettbewerb                                            | Austragungsort | Zeit     | Bemerkung                |
| ----------- | ---- | ----------------------------------------------------- | -------------- | -------- | ------------------------ |
| 7. Mai 2006 | 4    | Powerman Luxemburg                                    | Weiswampach    | 03:27:10 |                          |
| 2006        | 1    | Internationale Österreichische Duathlon-Meisterschaft | Osterreich     |          | Sieg auf der Langdistanz |